# Invest in Bavaria
Invest in Bavaria ist die Ansiedlungsagentur des Freistaats Bayern. Invest in Bavaria betreibt weltweit Standortmarketing für den Wirtschaftsstandort Bayern. Die Ansiedlungsagentur betreut zudem interessierte internationale Unternehmen, die in Bayern eine Unternehmensansiedlung (Gründung einer Niederlassung) oder eine Erweiterungsinvestition planen. Je nach Bedarf schlägt die Agentur potenziellen Investoren geeignete Standorte vor, organisiert individuelle Standortbereisungen und bietet wirtschaftliche Daten und Informationen über Bayern an. Invest in Bavaria hilft Unternehmen bei den ersten Kontakten zu Behörden und Wirtschaftsverbänden, schließt den Kontakt zu Clustern und Firmennetzwerken und begleitet den gesamten Ansiedlungsprozess. Der gesamte Service ist kostenfrei und vertraulich.
Ergänzend dazu betreuen weltweit über 25 Repräsentanzen bayerische Unternehmen im Ausland und ausländische Unternehmen mit Interesse an Bayern.

## Service
Invest in Bavaria betreut Unternehmen, die vorhaben, eine Niederlassung in Bayern zu gründen oder eine Erweiterung in Bayern durchzuführen. Die Ansiedlungsagentur bietet Investoren Informationen über den Wirtschaftsstandort Bayern sowie über einzelne Branchen, Netzwerke, Markt, Forschung, Arbeitskräfte etc. Invest in Bavaria sucht und präsentiert den Investoren geeignete Standorte und vermittelt Kontakte unter anderem zu Behörden, Partnern und Netzwerken vor Ort. Somit hat ein Unternehmen einen einheitlichen Ansprechpartner während des gesamten Ansiedlungsprozesses.
Die Betreuung eines Unternehmens erfolgt durch Projektmanager, die auf die Branche des Unternehmens spezialisiert sind bzw. die die jeweilige Landessprache sprechen. Der Freistaat Bayern unterhält außerdem ein weltweites Repräsentanzennetz. Die insgesamt 26 Auslandsvertretungen unterstützen Unternehmen aus Bayern bei der Erschließung neuer Exportmärkte. Zugleich informieren und betreuen sie vor Ort – in Zusammenarbeit mit Invest in Bavaria – Unternehmen mit Investitionsvorhaben in Bayern. Der Freistaat Bayern unterhält Auslandsrepräsentanzen in Ägypten, Brasilien, Bulgarien, Chile (mit zusätzlicher Zuständigkeit für Argentinien, Kolumbien und Peru), China (in Shenzhen, Qingdao und Chengdu), Indien, Israel, Japan, Kanada, Kroatien, Mexiko, Österreich, Polen, Rumänien, Russland, Schweiz, Südafrika, Tschechische Republik, Türkei, Ukraine, Ungarn, USA (in New York und San Francisco) und Vietnam.

## Standortmarketing
Neben den Services für Ansiedlungen von Unternehmen wirbt Invest in Bavaria weltweit für die Standortvorteile Bayerns. Die Standortmarketing-Kampagnen werden branchen- und länderspezifisch konzipiert und über verschiedene Kanäle und Plattformen ausgespielt. Auf der mehrsprachigen Internetseite kann zudem der E-Mail-Newsletter Business Bavaria abonniert werden. Er erscheint circa alle zwei Monate in deutscher, englischer und französischer Sprache und bietet aktuelle Wirtschaftsnachrichten.
Invest in Bavaria vermarktet die regionale Vielfalt Bayerns. Anfang 2013 hat Invest in Bavaria seine Präsenz in Nordbayern weiter ausgebaut und ein eigenes Büro in Nürnberg eröffnet. Seit dem Jahr 2018 unterhält Invest in Bavaria zudem eine Zweigstelle in Hof (Saale).

## Key to Bavaria
Key to Bavaria (zu Deutsch: Schlüsseltechnologien in Bayern) ist eine kostenlose Unternehmensdatenbank. Sie wird von der Bayern International GmbH und Invest in Bavaria angeboten. Unternehmen und Institutionen mit Sitz in Bayern können dort ihre Profile präsentieren. Auf die Datenbank können Unternehmen und Institutionen aus der ganzen Welt zugreifen, um potenzielle Geschäftspartner zu suchen. Sowohl die Unternehmenseintragung als auch die -suche ist kostenlos. Die Datenbank ist online abrufbar und umfasst rund 32.000 Einträge.

## Standort-Informations-System Bayern (SISBY)
SISBY ist ein Gemeinschaftsprojekt von Invest in Bavaria und den bayerischen Industrie und Handelskammern. Bayerische Kommunen und Landkreise stellen in diese Online-Datenbank ihre verfügbaren Gewerbeflächen ein. Nach Eingabe der Suchkriterien können Investoren diese Datenbank nach sofort verfügbaren Gewerbeflächen durchsuchen. SISBY informiert außerdem über regionale Strukturdaten sowie Technologie- und Gründerzentren und bietet interaktive Karten mit Standortinformationen.

## Bayerische Cluster
Die Bayerische Staatsregierung strebt die Stärkung der Cluster in Bayern mit der so genannten Cluster Offensive Bayern an. Die Aufgabe dieser Initiative ist es, die Wettbewerbsfähigkeit der Unternehmen mit Sitz in Bayern, insbesondere des Mittelstandes, zu steigern sowie den Know-how-Transfer in Bayern zu fördern. Dazu organisiert die Cluster Offensive branchenspezifische Veranstaltungen für Unternehmen. Die Netzwerke zwischen Unternehmen, Hochschulen, Forschungseinrichtungen, Dienstleistern und Kapitalgebern sind in 19 Schlüsselbranchen und Technologiefelder eingeteilt.

## Kritik
Invest in Bavaria wird regelmäßig für seine nach Meinung der Kritiker einseitige Ausrichtung auf Oberbayern und insbesondere den Raum München kritisiert. Eine Anfrage der Landtagsfraktion von Bündnis 90/Die Grünen ergab, dass von rund 60 ausländischen Firmen, die 2010 für eine Ansiedlung in Bayern über Invest in Bavaria gewonnen werden konnten, sich nur neun außerhalb Oberbayerns niederließen, in den drei fränkischen Regierungsbezirken zusammen sogar nur drei. Diese Tatsache stieß 2012 auf scharfe Kritik des Oberbürgermeisters von Erlangen, Siegfried Balleis sowie der Oppositionsparteien.
Laut der Erfolgsbilanz von 2012 konnte Invest in Bavaria jedoch gerade aber in den fränkischen Regierungsbezirken den Anteil von erfolgreich abgeschlossenen Projekten auf 30 Prozent steigern.
Im Sommer 2018 ergab eine parlamentarische Anfrage des SPD-Fraktionsvorsitzenden im Bayerischen Landtag, Markus Rinderspacher, dass die Jobansiedlung durch Invest in Bavaria fast nur in den Städten stattfindet, nicht jedoch im ländlichen Raum. Bereits 2017 hatte eine Anfrage Rinderspachers ergeben, dass Nord- und Ostbayern in der Ergebnisbilanz von Invest in Bavaria weit unterrepräsentiert sind.
Im Jahr 2019 wurden durch die Ansiedlungsagentur in Bayern 3.856 neue Arbeitsplätze geschaffen und weitere 700 Arbeitsplätze gesichert. Dabei stammten die Investitionsprojekte von Invest in Bavaria aus insgesamt 29 Herkunftsländern. Neuansiedlungen gab es in allen sieben Regierungsbezirken. Die Hälfte aller neuen Arbeitsplätze entfällt auf Regionen des ländlichen Raums.